# ハーフティンバー様式

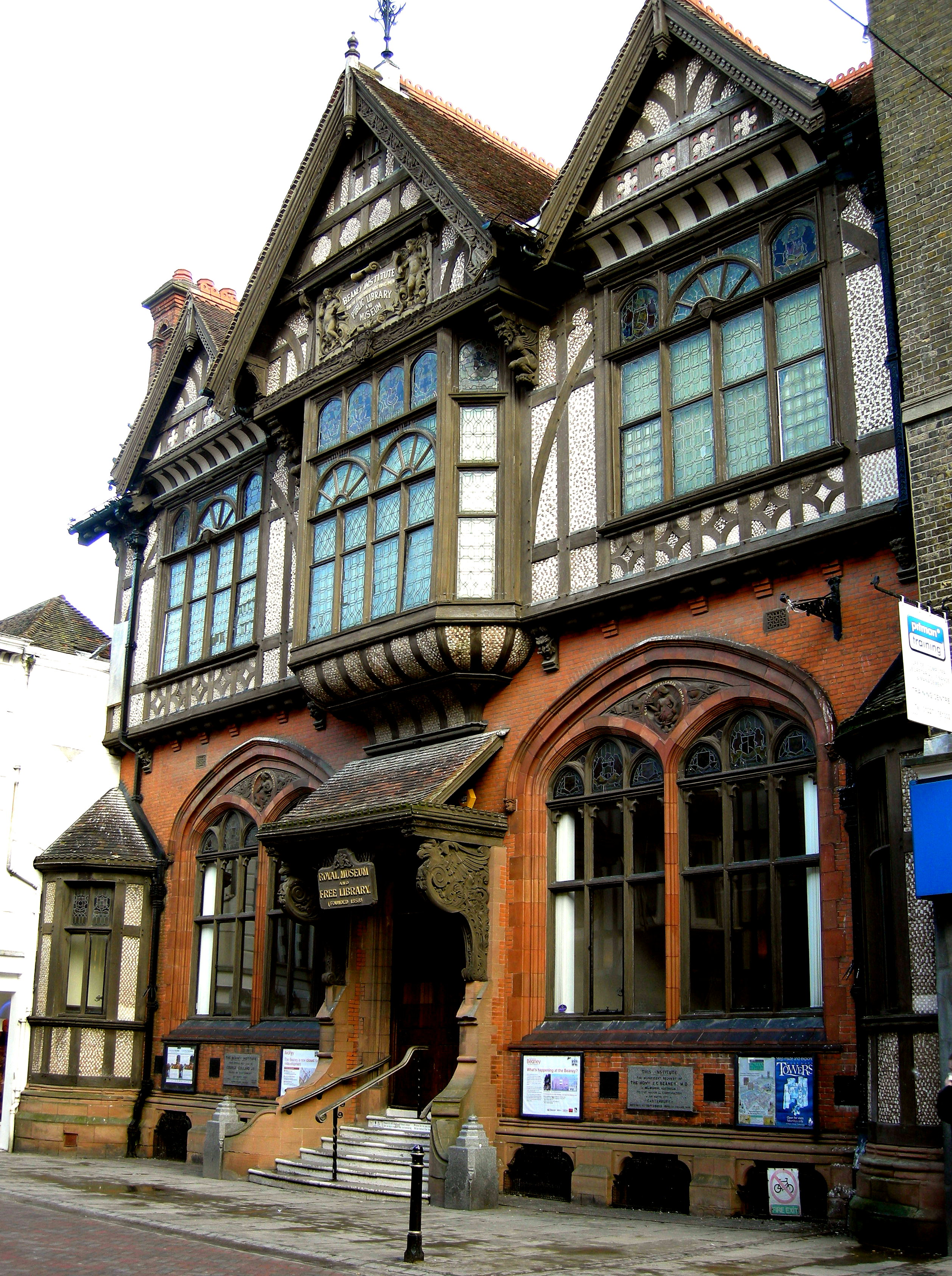

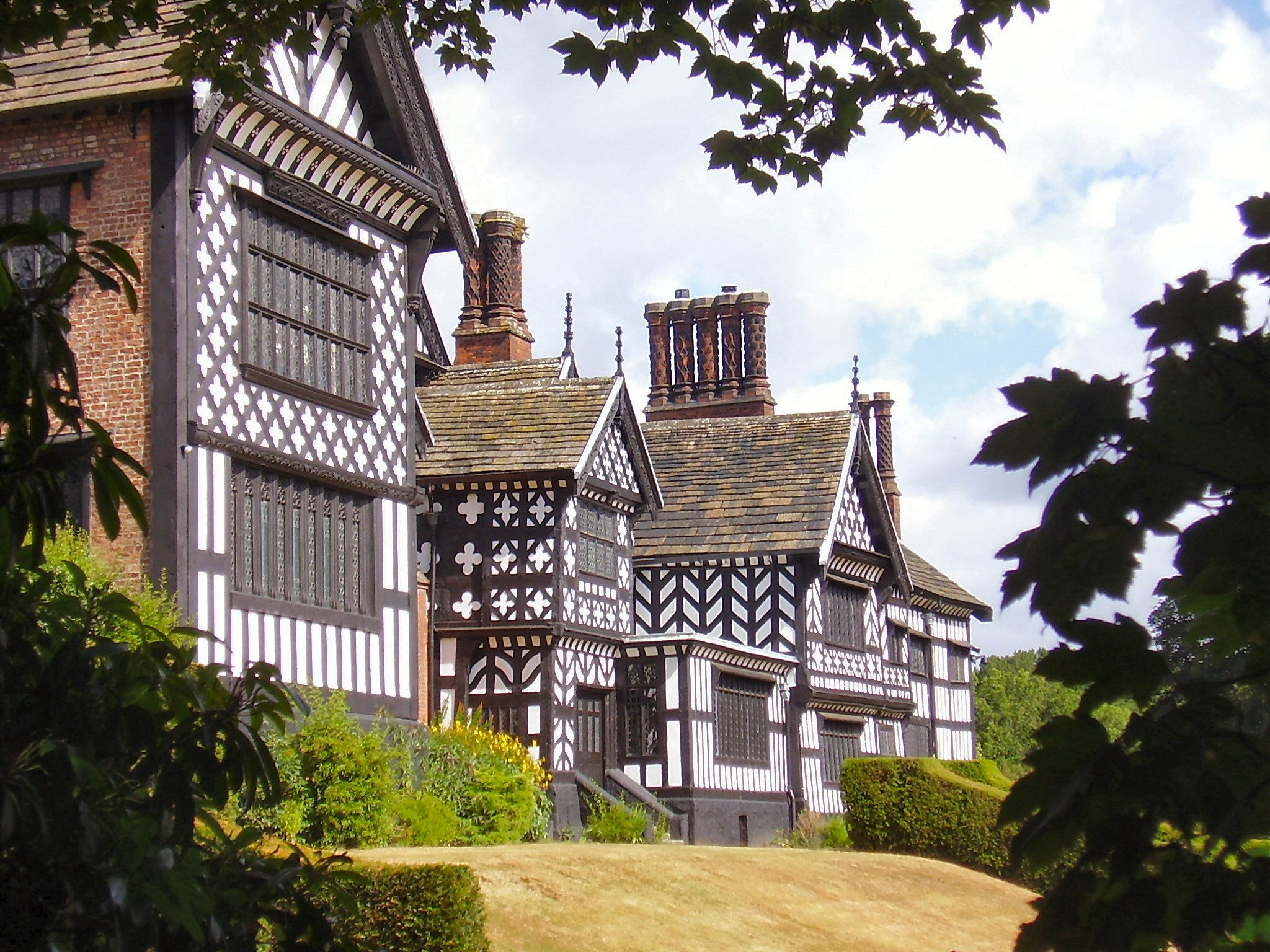

ハーフティンバー様式（はーふてぃんばーようしき、ドイツ語: Fachwerkhaus, Riegelhaus）とは、建物の木製フレームを意図的に外に露出させている西洋風の建築様式を指し、またはその様式の建物を造るためにの建築技法を指す。ファッハヴェルクハウス、洋風木組みともいう。
木造建築の一種であり、中欧・北欧・北米で広く使われている。木の建材と煉瓦・石を組み合わせて建てられ、日本の純粋な木造建築とは異なるため、日本語では半木骨造で呼ばれることが多い。15世紀から17世紀にかけて、特にアルプス以北のヨーロッパの国々で多く見られていたが、17世紀以降は徐々に減少し、現在は建築の組み立てより、1つの洋風装飾スタイルとしてドイツ・スイス・イギリス・アメリカ・カナダなどの住宅でよく見られている。

## 概要
ハーフティンバー様式は、ドイツやスイスで広く知られている西洋風の木組み建築の代表的な例である。主に住宅や民家、別荘などに使われており、ヨーロッパの教会建築とは異なり、使用者に対する制限がほぼ無いため、一般的な農家から上流貴族まで誰でもこの様式を採用することができた。基本的には「木製の骨組み」だが、強風や地震・火災などに耐えるために、柱と柱、柱と基礎の間に土で固めた木の編み目や漆喰・煉瓦・軽量の石などの建材も使われている。和風の木組み建築とは大きく異なり、この様式は高層の建物が多く、特に6階建て以上のモノが多く見られているため、筋交い（斜めに入れる支え材）の使用量は圧倒的に多い。
木製の柱や梁は意図的に外部に露出させることで、しばしば木材の外側にもう一つの木彫りが施され、複雑な美しさが際立っている。もっと豪華なハーフティンバー様式には、四角い木材に斧やノミで精美な彫刻がなされ、造形のある金や銀製の釘やネジで固定して露出され、建物全体の可愛らしさと落ち着きが増す。この建築技法はもともと日本の木組みのように、釘を一切使わず、柱と梁だけで建物を支えるものだが、15世紀のヨーロッパ中世で最盛期を迎え、使用者たちは装飾が競われる中でどんどん頑丈な填充材が加えられ、今のような完全に西洋的な外観へと変化した。
15世紀では主流だったが、そのあとのバロック様式の建築が流行となり、ハーフティンバー様式の建築技法は停止していた。19世紀のドイツの統一により、ハーフティンバー様式はドイツ民族の象徴的な建築様式とみられ、ドイツ帝国で第二回の大流行をしていて、ドイツ民族支配下のスイス・ルクセンブルク・オーストリア・ポーランド・リトアニア・デンマークにも浸透しつつ、中央の主流建築スタイルとなっていた。中世では、壁の柱は地面に埋められることが一般的だが、19世紀の産業革命の時代に入ると、その基礎や一番下の建材は鉄骨造や鉄筋コンクリートに変わり、より頑丈な構造へと進化していた。
二次大戦後、欧米人が造った現代風の木造建築には、古代ハーフティンバー様式の技術を引き継いだものと言える。名称の由来は、壁と木造の部分が半々となり、つまり半分木造の意味から由来したと言われることもあり、割られた材木を外部に見せるためとも言われることもある。間柱、窓台等の軸組は隠されず装飾材としての役目を兼ね、軸組の間をどで仕上げた。

### 参考書物
- 「世界大百科事典」平凡社